# Otocrania aurita
Otocrania aurita är en insektsart som först beskrevs av Hermann Burmeister 1838.  Otocrania aurita ingår i släktet Otocrania och familjen Phasmatidae. Inga underarter finns listade i Catalogue of Life.